# Berry Gordy
Berry Gordy, Jr. (Detroit, Michigan, 28 november 1929) is een Amerikaans liedjesschrijver, muziekproducent en de oprichter van het platenlabel Motown Records.

## Levensloop

### Oprichting van Motown
Eigenlijk wilde hij liedjesschrijver worden, maar hij merkte al spoedig dat het voor een ambitieuze zwarte jongeman uit Detroit moeilijk was om binnen te dringen in de wereld van de gevestigde New Yorkse elite van broodschrijvers. Na zijn eerste succes als componist van Jackie Wilsons Reet petite begon hij samen met de jonge muzikant (William) Smokey Robinson een platenmaatschappijtje dat zou uitgroeien tot een imperium. Het ging Motown heten, naar de motor town (autostad) Detroit. Ze schreven hun liedjes, huurden hun eigen muzikanten en bouwden aan een artiestenstal die, zoals in het geval van de meidengroep The Primettes, jarenlang werd gekneed en geschoold, totdat het welopgevoede vertegenwoordigers van de Sound of Young America waren. Voordat The Primettes beroemd werden, veranderden zij hun naam in The Supremes.

### Bloei
Aan West Grand Boulevard 2648 in Detroit vestigde Gordy zijn studio, die al spoedig bekendstond als "Hitsville USA", na wereldsuccessen als Please Mr. Postman (The Marvelettes), My guy (Mary Wells) en Baby Love (The Supremes), waarop nog vele volgden. Berry Gordy en de producenten Smokey Robinson, William "Mickey" Stevenson en het trio Holland-Dozier-Holland schiepen een muziekstijl die een mix vormde van de 'zwarte' soul, rhythm-and-blues en gospelmuziek, maar gepolijst genoeg was om niet alleen de Afro-Amerikanen aan te spreken, maar ook een brug te slaan naar het blanke bevolkingsdeel.
De productiewijze was bewust gebaseerd op de lopende banden waaraan in Detroit auto's worden geproduceerd. Sessiemuzikanten wisten vaak zelfs niet op wiens plaat ze meespeelden. Ze kregen een akkoordenschema voor zich en bedachten hun briljante loopjes en ritmes bij liederen die later werden ingezongen door de Motownsterren van wie The Marvelettes, The Supremes, Mary Wells, Marvin Gaye, Smokey Robinson & the Miracles, The Temptations, The Four Tops, Brenda Holloway, Tammi Terrell, Martha & The Vandellas, The Supremes, Edwin Starr, Stevie Wonder en Gladys Knight & the Pips de bekendsten waren. Ook die zangers wisten zelf niet altijd welke songs van hen zouden worden uitgebracht. Gordy liet meer zangers of groepen dezelfde liedjes opnemen met dezelfde mastertape en besliste dan later wiens versie op de markt zou worden gebracht.
Veel sessiemuzikanten werden betrokken uit de plaatselijke Chit Chat Lounge, een kleine jazzclub waar tot diep in de nacht jamsessies werden gehouden. Het kwam regelmatig voor dat Motownplaten 's nachts werden opgenomen. Gordy bewaakte de unieke Motown-sound door de muzikanten aan een exclusief contract te binden. Lokale optredens in Detroit waren toegestaan, maar James Jamerson, Benny Benjamin, Uriel Jones en de anderen moesten altijd beschikbaar zijn voor opnamesessies. Zij konden bij Motown 100.000 dollar per jaar verdienen, maar daar stond tegenover dat hun naam tot ver in de jaren zeventig nooit op de hoes vermeld werd. Deze muzikanten werden later bekend onder de naam The Funk Brothers, maar dit is geen bandnaam waaronder ze ooit hebben samengespeeld. Wel is over hun carrière in 2003 de bioscoopdocumentaire Standing in the Shadow of Motown gemaakt door Paul Justman. Een soortgelijke positie had een groepje van drie achtergrondzangeressen, The Andantes, die op talloze Motownhits te horen zijn. Zo was een Four Tops-hit bijna niet denkbaar zonder hen. Op sommige nummers ondersteunden ze anoniem de leadzangeressen zonder dat de eigenlijke Supremes, Vandellas of Marvelettes er nog aan te pas kwamen.
Met veel van zijn sterren kreeg Gordy ruzie over contracten. Zo vond in de tweede helft van de jaren zestig een uittocht plaats van ontevreden liedjesschrijvers en producers als Brian Holland, Lamont Dozier, Eddie Holland, Mickey Stevenson en William Weatherspoon. Zij beschuldigden Gordy van het achterhouden van salarissen en royalty's en van het belemmeren van hun artistieke vrijheid, en procedeerden tegen hem. Hun kritiek gold onder meer zijn gewoonte om aan een compositie enkele noten of akkoorden toe te voegen, waardoor hij als medeauteur royalty's kon eisen. Brenda Holloway klaagde hem met succes daarvoor aan toen het ging om haar song You've Made Me So Very Happy, die een grote hit geworden was voor de groep Blood, Sweat & Tears. Ook zij had Motown verlaten met ruzie over haar contract, net als twee andere topzangeressen Mary Wells en Kim Weston. Anderen, zoals Florence Ballard van de Supremes en David Ruffin, de leadzanger van The Temptations, ontsloeg Gordy zelf omdat hij hun gedrag geen reclame vond voor Motown.
Gordy runde zijn imperium als een familiebedrijf. Zijn zusters, die getrouwd waren met producer Harvey Fuqua en zanger Marvin Gaye, speelden ook een rol in de leiding bij Motown. Hij werd herhaaldelijk publiekelijk verdacht van contacten met de georganiseerde misdaad, maar er werd nooit bewezen dat zaken wettelijk gezien niet door de beugel konden. Gordy zei later dat het, hoewel hij onschuldig was, "echt geen pretje was om door de FBI op het matje te worden geroepen".

### Naar Los Angeles
In 1971 verhuisde Gordy zijn bedrijf van Detroit naar Los Angeles, zo abrupt dat musici die voor een opname naar de studio kwamen, de deur gesloten vonden met de mededeling dat Motown er niet meer gevestigd was. Hij nam afscheid van een groot deel van zijn staf en veel  sterren zochten een goed heenkomen bij andere platenmaatschappijen. De meeste sessiemuzikanten bleven in Detroit. Gordy richtte zich met wisselend succes op speelfilms. Zijn eerste productie Lady Sings the Blues was een groot succes, maar The Wiz werd artistiek en commercieel een flop. In beide films had hij Diana Ross, die een dochter Rhonda van hem heeft, de hoofdrol gegeven. Op muziekgebied concentreerde hij zich nog op slechts enkele van zijn sterren, met name Diana Ross, Michael Jackson en Lionel Richie. 
In 1988 verkocht Berry Gordy zijn platenmaatschappij aan Music Corporation of America. Op 29 juni van dat jaar bracht hij een persbericht uit, dat als volgt begon: "Na er twee jaar diep over te hebben nagedacht, het grondig te hebben bestudeerd, onderzocht en nog eens onderzocht, en na overleg te hebben gepleegd met diverse potentiële kopers, heb ik besloten om Motown Records te verkopen aan MCA, Inc." Hiermee kwam een einde aan de zelfstandigheid van Motown. Gordy ontving 61 miljoen dollar voor het bedrijf dat hij met 800 dollar was begonnen.